# Crioceris asparagi
L'escarabat de l'esparreguera comú (Crioceris asparagi) és una espècie de coleòpter de la família dels crisomèlids. És una plaga important dels cultius d'espàrrec tant en Europa i en Amèrica del Nord. L'espàrrec és la seva planta nutrícia única.
L'espècie propera, Crioceris duodecimpunctata, és també una plaga ja que l'adult s'alimenta de fulles i brots tendres, però com que les larves es nodreixen tan sols amb les baies d'espàrrec no és considerat com un perill tan greu per al conreu.

## Característiques
L'escarabat fa de 6 mm a 9,5 mm llarg i és lleugerament allargat. És de color blau metàl·lic-negre amb taques crema o grogues als èlitres que estan vorejats de vermell. Les larves són grises i grasses amb el cap fosc.

## Història natural
Els escarabats adults i les larves despullen de fulles les esparregueres, privant les plantes de la capacitat de fotosíntesi i d'emmagatzemar energia per als anys següents. També masteguen els brots i hi ponen grans quantitats d'ous, la qual cosa fa que la collita sigui incomerciable. Les larves s'alimenten de les plantes durant unes setmanes, després cauen al terra on pupen. Poden tenir dues o tres generacions anuals. Els adults hivernen en estat latent sota terra o en fulles pròximes.
La vespa paràsita, Tetrastichus coeruleus, present principalment als Estats Units i Europa, pot causar fins a 71% de mortalitat al camp i s'ha utilitzat amb bons resultats pèl control biològic de plagues.
Diversos insecticides (com carbamats, piretroides, spinetoram, i spinosad) poden ser emprats per a aquest objectiu de reducció de les plagues.

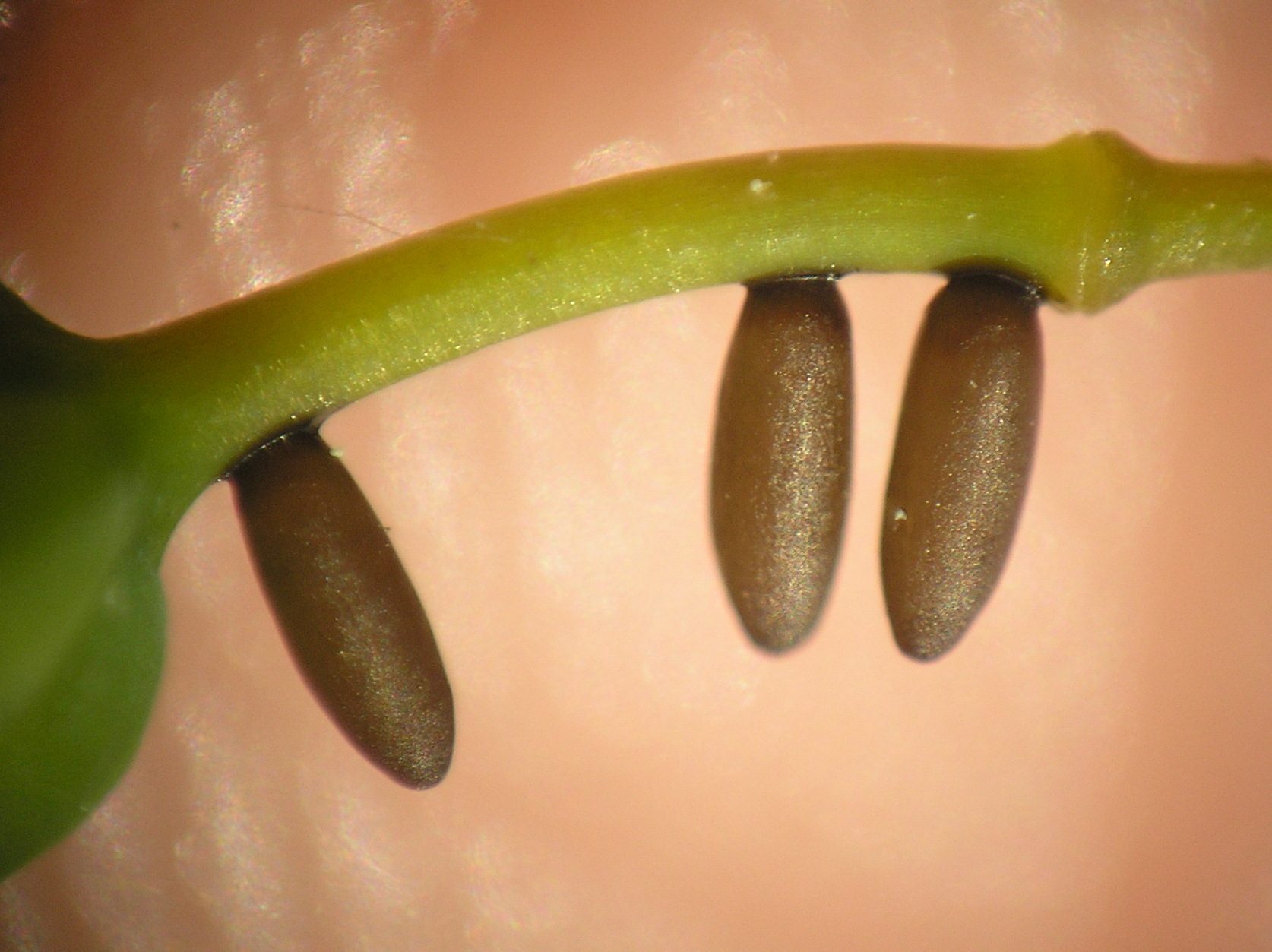
Ous de l'escarabat de l'esparreguera comú, posats a la tija d'una flor d'una planta d'espàrrecs
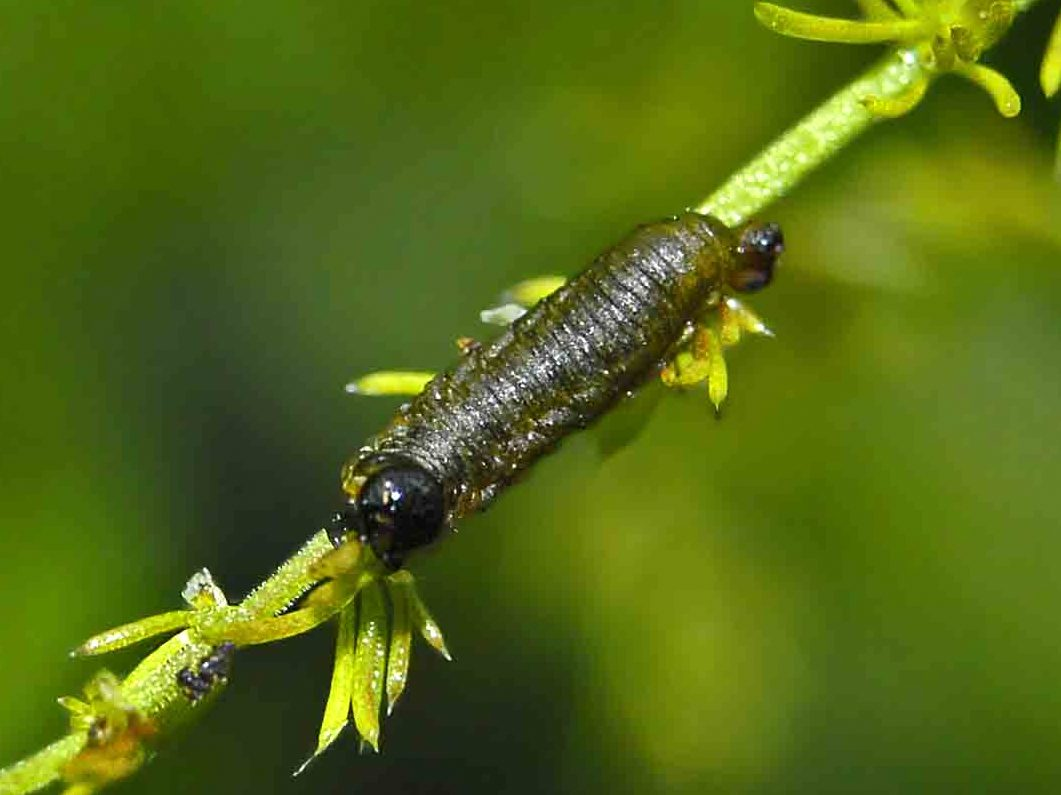
Larva de Crioceris asparagi